# HylaFAX
HylaFAX ist eine freie Fax-Lösung für Unix-ähnliche Betriebssysteme. Sie benutzt ein Client-Server-Modell und ermöglicht das Senden und Empfangen von Faxen von verschiedenen Plattformen aus.
Hylafax unterstützt mehrere serielle Modems (analog und ISDN) sowie interne Modemkarten, jedoch nicht direkt ISDN-Karten.
Diese können nur über eine CAPI-Schnittstelle und mit dem zusätzlichen, ebenfalls freien capi4hylafax betrieben werden.
Client-Software gibt es für macOS, Windows und Linux sowie als Web-Frontend.
Ab 2005 gab es eine Abspaltung namens Hylafax+, die dem Original in einigen Umgebungen voraus war. Die aktuelle Version 7.0 von HylaFAX integriert einige der Erweiterungen (zum Beispiel IPv6-Unterstützung).